# Dieter Mickein

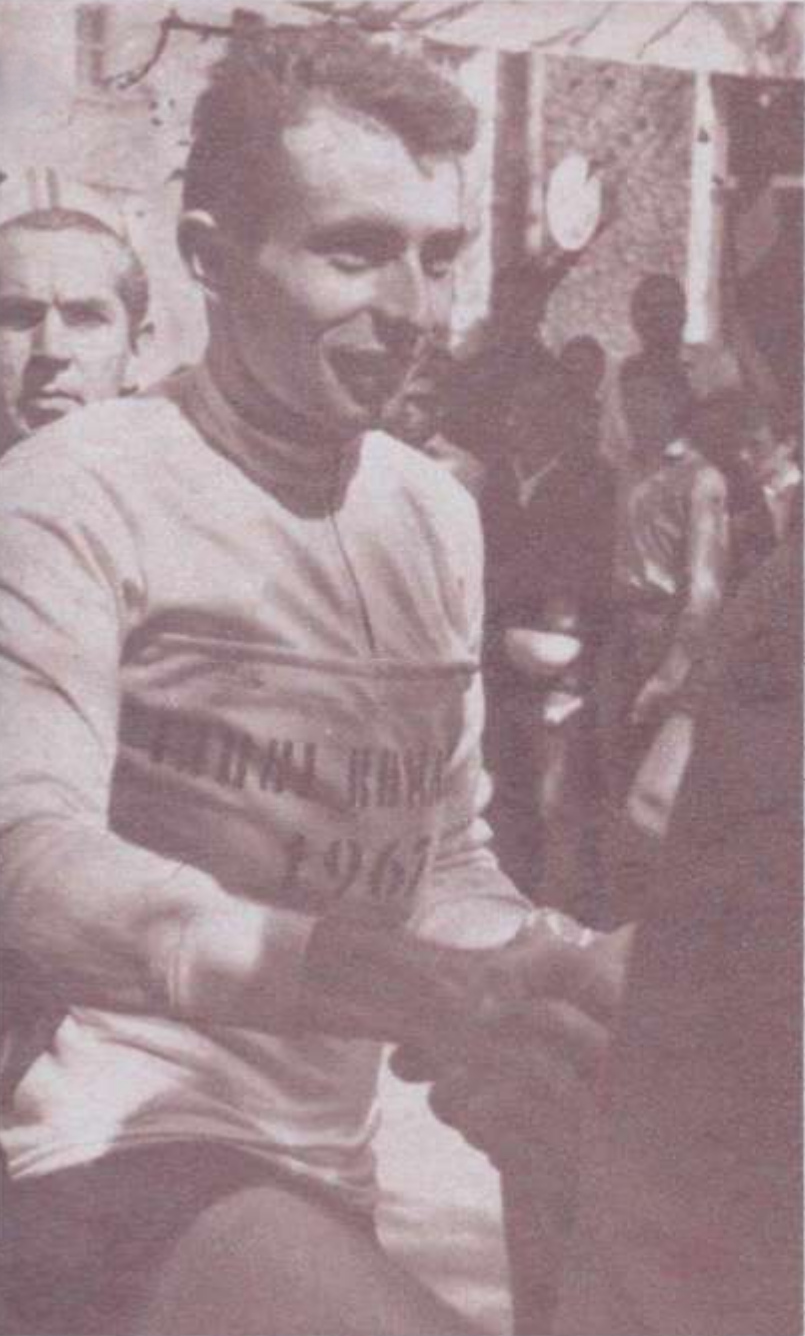
Dieter Mickein bei der Rumänienrundfahrt 1967

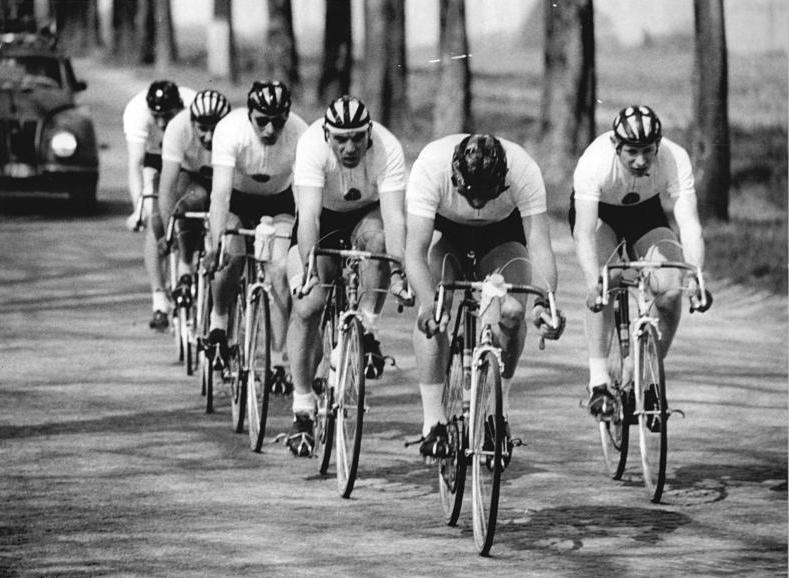
Dieter Mickein (Dritter von links) im Jahr 1965

Dieter Mickein (* 16. März 1944 in Sagar) ist ein ehemaliger deutscher Radrennfahrer, der in den 1960er und 1970er Jahren in der DDR aktiv war.

## Sportliche Laufbahn
Mickein war Staatsamateur im DDR-Radsport und als Straßenfahrer aktiv. Er fuhr für den Sportclub DHfK Leipzig. Aufgrund seiner an Fausto Coppi erinnernden Position auf dem Rad wurde „Coppi“ zu seinem Spitznamen. Sein erstes erfolgreiches Jahr absolvierte er 1963, er war in diesem Rennen bester Nachwuchsfahrer. Bei zahlreichen regionalen Straßenrennen belegte er vordere Plätze und wurde Sieger beim Rund um das Elstertal. Bei der Jugoslawien-Rundfahrt 1963 erreichte er in der Einzelwertung Platz sieben und gewann mit dem DDR-Team die Mannschaftswertung. Bei der DDR-Rundfahrt 1963 erkämpfte er sich den sechsten Platz und wurde als bester Nachwuchsfahrer ausgezeichnet.
Höhepunkt seiner Karriere waren die sechs Teilnahmen am Drei-Länder-Etappenrennen Internationale Friedensfahrt. Er war einer der wenigen, die schon im ersten Jahr ihrer Teilnahme ihre erste Friedensfahrt-Etappe (1964) gewinnen konnten. Im Gesamtklassement endete er auf einem 11. Platz und war ein Jahr später 21. 1968 holte er wieder einen Etappensieg und konnte Gesamtneunter werden. Sein bestes Ergebnis in der Einzelwertung erzielte er 1969 mit dem fünften Platz und zwei Etappensiegen. 1970 musste er nach einem Sturz auf dem neunten Tagesabschnitt aufgeben. Insgesamt kam er bei den sechs Friedensfahrten zu vier Etappensiegen.
1969 wurde er Doppelmeister bei den DDR-Straßenmeisterschaften, als er sowohl das Einzelrennen als auch mit der DHfK-Mannschaft das 100-km-Mannschaftsrennen gewann. Er startete in diesem Jahr auch bei den UCI-Straßen-Weltmeisterschaften und wurde auf Platz 28 bester DDR-Fahrer. Weitere Siege errang er bei den Sachsenring-Rennen 1965 und 1969, im Großen Diamant-Preis 1965 und 1969, bei Rund um Sebnitz und Rund um die Wartburg 1966 und Berlin–Leipzig 1968, sowie beim Tribüne Bergpreis 1971. Im Jahr seines DDR-Meistertitels 1969 wurde er auch bester Fahrer in der Jahreswertung des Deutschen Radsport-Verbandes der DDR. Einen internationalen Titel gewann er 1966 und 1969 bei den Meisterschaften der Eisenbahn-Sportler (USIC).
Mit 28 Jahren hängte er 1972 sein Rennrad an den berühmten „Nagel“. Nach seiner aktiven Laufbahn trat er 1982 noch einmal als Co-Autor des Fachbuches Radsport in Erscheinung.

## Berufliches
Dieter Mickein erlernte den Berufs des Schlossers.

## Familiäres
Er ist verheiratet und hat eine Tochter.